# Manchester United F.C. mùa giải 2024–25
Mùa giải 2024–25 là mùa giải thứ 138 trong lịch sử của Manchester United, mùa giải thứ 33 liên tiếp của Manchester United tại Ngoại hạng Anh và là mùa thứ 50 liên tiếp thi đấu ở giải đấu cao nhất của bóng đá Anh. Ngoài ra, câu lạc bộ còn tham gia thi đấu tại Cúp FA, Cúp EFL, UEFA Europa League và Siêu cúp Anh.

## Áo đấu
Nhà cung cấp: Adidas / Nhà tài trợ: Qualcomm Snapdragon / Nhà tài trợ ở tay áo: DXC Technology / Nhà tài trợ ở lưng áo: Microsoft Copilot+PC

### Áo chính
| Sân nhà | Sân khách | Bộ thứ 3 |

| Lựa chọn đầu tiên · (đi chung với bộ sân nhà/sân khách) | Lựa chọn thứ hai · (đi chung với bộ sân nhà/sân khách) | Lựa chọn thứ ba · (đi chung với bộ sân nhà/sân khách) | Lựa chọn đầu tiên · (đi chung với bộ thứ 3) | Lựa chọn thứ 2 · (đi chung với bộ thứ 3) | Lựa chọn thứ 3 · (đi chung với bộ thứ 3) |

### Áo thay thế luân phiên
| Sân nhà alt. | Sân nhà alt. 2 | Sân nhà alt. 3 |

| Sân khách alt. | Sân khách alt. 2 | Sân khách alt. 3 |

| Bộ thứ 3 alt. 1 | Bộ thứ 3 alt. 2 | Bộ thứ 3 alt. 3 |

| Thủ môn thứ 3 alt. · (đi chung với bộ thứ 3) |

## Đội hình (đội một)
| Số áo    | Cầu thủ                      | Vị trí       | Quốc tịch   | Ngày sinh                   | Chuyển đến từ       | Ngày ký hợp đồng | Phí         | Năm hết hạn hợp đồng |         |         |
| Thủ môn  | Thủ môn                      | Thủ môn      | Thủ môn     | Thủ môn                     | Thủ môn             | Thủ môn          | Thủ môn     | Thủ môn              | Thủ môn | Thủ môn |
| -------- | ---------------------------- | ------------ | ----------- | --------------------------- | ------------------- | ---------------- | ----------- | -------------------- | ------- | ------- |
| 1        | Altay Bayındır               | GK           | Thổ Nhĩ Kỳ  | 14 tháng 4, 1998 (27 tuổi)  | Fenerbahçe          | 1 tháng 9, 2023  | £4.3 triệu  | 2027                 |         |         |
| 22       | Tom Heaton                   | GK           | Anh         | 15 tháng 4, 1986 (39 tuổi)  | Aston Villa         | 2 tháng 7, 2021  | Miễn phí    | 2025                 |         |         |
| 24       | André Onana                  | GK           | Cameroon    | 2 tháng 4, 1996 (29 tuổi)   | Inter Milan         | 18 tháng 7, 2023 | £47.2 triệu | 2028                 |         |         |
| Hậu vệ   |                              |              |             |                             |                     |                  |             |                      |         |         |
| 2        | Victor Lindelöf              | CB           | Thụy Điển   | 17 tháng 7, 1994 (30 tuổi)  | Benfica             | 1 tháng 7, 2017  | £30.7 triệu | 2025                 |         |         |
| 3        | Noussair Mazraoui            | RB / LB      | Hà Lan      | 14 tháng 11, 1997 (27 tuổi) | Bayern Munich       | 14 tháng 8, 2024 | £20 triệu   | 2028                 |         |         |
| 4        | Matthijs de Ligt             | CB           | Hà Lan      | 12 tháng 8, 1999 (25 tuổi)  | Bayern Munich       | 14 tháng 8, 2024 | £50 triệu   | 2029                 |         |         |
| 5        | Harry Maguire                | CB           | Anh         | 5 tháng 3, 1993 (32 tuổi)   | Leicester City      | 5 tháng 8, 2019  | £80 triệu   | 2025                 |         |         |
| 6        | Lisandro Martínez            | CB / LB      | Argentina   | 18 tháng 1, 1998 (27 tuổi)  | Ajax                | 27 tháng 7, 2022 | £57.5 triệu | 2027                 |         |         |
| 12       | Tyrell Malacia               | LB           | Hà Lan      | 17 tháng 8, 1999 (25 tuổi)  | Feyenoord           | 5 tháng 7, 2022  | £14.7 triệu | 2026                 |         |         |
| 13       | Patrick Dorgu                | LB           | Đan Mạch    | 26 tháng 10, 2004 (20 tuổi) | Lecce               | 2 tháng 2, 2025  | £29.1 triệu | 2030                 |         |         |
| 15       | Leny Yoro                    | CB           | Pháp        | 11 tháng 1, 2005 (19 tuổi)  | Lille               | 18 tháng 7, 2024 | £59.9 triệu | 2029                 |         |         |
| 20       | Diogo Dalot                  | RB / LB      | Bồ Đào Nha  | 18 tháng 3, 1999 (26 tuổi)  | Porto               | 1 tháng 7, 2018  | £19 triệu   | 2028                 |         |         |
| 23       | Luke Shaw                    | LB / CB      | Anh         | 12 tháng 7, 1995 (29 tuổi)  | Southampton         | 27 tháng 6, 2014 | £27 triệu   | 2027                 |         |         |
| 26       | Ayden Heaven                 | CB           | Anh         | 22 tháng 9, 2006 (18 tuổi)  | Arsenal             | 1 tháng 2, 2025  | £1.5 triệu  | 2029                 |         |         |
| 35       | Jonny Evans                  | CB           | Bắc Ireland | 3 tháng 1, 1988 (37 tuổi)   | Leicester City      | 18 tháng 7, 2023 | Miễn phí    | 2025                 |         |         |
| 41       | Harry Amass                  | LB           | Anh         | 16 tháng 3, 2007 (18 tuổi)  | Học viện            | 4 tháng 8, 2023  | —           | 2027                 |         |         |
| 55       | Tyler Fredricson             | CB           | Anh         | 23 tháng 2, 2005 (20 tuổi)  | Học viện            | 20 tháng 4, 2025 | —           | 2027                 |         |         |
| Tiền vệ  |                              |              |             |                             |                     |                  |             |                      |         |         |
| 7        | Mason Mount                  | AM / RM / LM | Anh         | 10 tháng 1, 1999 (26 tuổi)  | Chelsea             | 5 tháng 7, 2023  | £60 triệu   | 2028                 |         |         |
| 8        | Bruno Fernandes (đội trưởng) | AM / CM / SS | Bồ Đào Nha  | 8 tháng 9, 1994 (30 tuổi)   | Sporting CP         | 30 tháng 1, 2020 | £67.7 triệu | 2027                 |         |         |
| 14       | Christian Eriksen            | CM / AM / LM | Đan Mạch    | 14 tháng 2, 1992 (33 tuổi)  | Brentford           | 15 tháng 7, 2022 | Miễn phí    | 2025                 |         |         |
| 18       | Casemiro                     | DM           | Brasil      | 23 tháng 2, 1992 (33 tuổi)  | Real Madrid         | 22 tháng 8, 2022 | £70 triệu   | 2026                 |         |         |
| 25       | Manuel Ugarte                | DM / CM      | Uruguay     | 11 tháng 4, 2001 (24 tuổi)  | Paris Saint-Germain | 31 tháng 8, 2024 | £50 triệu   | 2029                 |         |         |
| 37       | Kobbie Mainoo                | CM / DM / AM | Anh         | 19 tháng 4, 2005 (20 tuổi)  | Học viện            | 1 tháng 1, 2023  | —           | 2026                 |         |         |
| 43       | Toby Collyer                 | DM / CM      | Anh         | 3 tháng 1, 2004 (21 tuổi)   | Học viện            | 1 tháng 7, 2022  | —           | 2027                 |         |         |
| Tiền đạo |                              |              |             |                             |                     |                  |             |                      |         |         |
| 9        | Rasmus Højlund               | ST           | Đan Mạch    | 4 tháng 2, 2003 (22 tuổi)   | Atalanta BC         | 5 tháng 8, 2023  | £72 triệu   | 2028                 |         |         |
| 11       | Joshua Zirkzee               | ST           | Hà Lan      | 22 tháng 5, 2001 (24 tuổi)  | Bologna             | 14 tháng 7, 2024 | £36,5 triệu | 2029                 |         |         |
| 16       | Amad Diallo                  | RW / LW / AM | Bờ Biển Ngà | 11 tháng 7, 2002 (22 tuổi)  | Atalanta BC         | 7 tháng 1, 2021  | £37.1 triệu | 2025                 |         |         |
| 17       | Alejandro Garnacho           | LW / RW      | Argentina   | 1 tháng 7, 2004 (20 tuổi)   | Học viện            | 1 tháng 7, 2021  | —           | 2028                 |         |         |
| 56       | Chido Obi-Martin             | ST           | Đan Mạch    | 29 tháng 11, 2007 (17 tuổi) | Học viện            | 17 tháng 2, 2025 | —           | 2029                 |         |         |

## Chuyển nhượng

### Vào
| Ngày             | Vị trí    | Số áo     | Cầu thủ           | Từ                  | Phí          | Đội      | Ref.   |
| ---------------- | --------- | --------- | ----------------- | ------------------- | ------------ | -------- | ------ |
| 1 tháng 7, 2024  | TV        | 7         | Silva Mexes       | Ipswich Town        | Miễn phí     | Học viện | [ 5 ]  |
| 1 tháng 7, 2024  | HV        | —         | James Overy       | Cầu thủ tự do       | Miễn phí     | Học viện | [ 6 ]  |
| 14 tháng 7, 2024 | TĐ        | 11        | Joshua Zirkzee    | Bologna             | £36,500,000  | Đội một  | [ 8 ]  |
| 18 tháng 7, 2024 | HV        | 15        | Leny Yoro         | Lille               | £59,010,000  | Đội một  | [ 10 ] |
| 14 tháng 8, 2024 | HV        | 4         | Matthijs de Ligt  | Bayern Munich       | £50,000,000  | Đội một  | [ 12 ] |
| 14 tháng 8, 2024 | HV        | 3         | Noussair Mazraoui | Bayern Munich       | £20,000,000  | Đội một  | [ 13 ] |
| 31 tháng 8, 2024 | TV        | —         | Sékou Koné        | Guidars FC          | £1,000,000   | Học viện | [ 14 ] |
| 31 tháng 8, 2024 | TV        | 25        | Manuel Ugarte     | Paris Saint-Germain | £50,000,000  | Đội một  | [ 16 ] |
| 1 tháng 2, 2025  | HV        | 26        | Ayden Heaven      | Arsenal FC          | £1,500,000   | Đội một  | [ 18 ] |
| 2 tháng 2, 2025  | HV        | 13        | Patrick Dorgu     | Lecce               | £29,100,000  | Đội một  | [ 21 ] |
| Tổng cộng        | Tổng cộng | Tổng cộng | Tổng cộng         | Tổng cộng           | £246,610,000 |          |        |

### Rời đi
| Ngày             | Vị trí    | Số áo     | Cầu thủ           | Đến                 | Phí          | Đội      | Ref.   |
| ---------------- | --------- | --------- | ----------------- | ------------------- | ------------ | -------- | ------ |
| 26 tháng 5, 2024 | HV        | —         | Álvaro Fernández  | Benfica             | £7,500,000   | Học viện | [ 23 ] |
| 30 tháng 6, 2024 | TV        | —         | Tom Huddlestone   | Giải nghệ           | Giải nghệ    | Học viện | [ 24 ] |
| 30 tháng 6, 2024 | TĐ        | —         | Charlie McNeill   | Sheffield Wednesday | Miễn phí     | Học viện | [ 27 ] |
| 30 tháng 6, 2024 | HV        | 19        | Raphaël Varane    | Como                | Miễn phí     | Đội một  | [ 29 ] |
| 30 tháng 6, 2024 | TV        | 47        | Shola Shoretire   | PAOK                | Miễn phí     | Đội một  | [ 31 ] |
| 30 tháng 6, 2024 | TĐ        | 9         | Anthony Martial   | AEK Athens          | Miễn phí     | Đội một  | [ 32 ] |
| 30 tháng 6, 2024 | HV        | —         | Marcus Lawrence   |                     | Hết hợp đồng | Học viện | [ 33 ] |
| 30 tháng 6, 2024 | TM        | —         | Kie Plumley       |                     | Hết hợp đồng | Học viện | [ 33 ] |
| 30 tháng 6, 2024 | HV        | 33        | Brandon Williams  |                     | Hết hợp đồng | Đội một  | [ 34 ] |
| 1 tháng 7, 2024  | TV        | 62        | Omari Forson      | Monza               | Miễn phí     | Đội một  | [ 35 ] |
| 11 tháng 7, 2024 | TV        | 34        | Donny van de Beek | Girona              | £8,020,000   | Đội một  | [ 37 ] |
| 15 tháng 7, 2024 | HV        | 53        | Willy Kambwala    | Villarreal          | £14,310,000  | Đội một  | [ 39 ] |
| 18 tháng 7, 2024 | TĐ        | —         | Mason Greenwood   | Marseille           | £26,600,000  | Đội một  | [ 41 ] |
| 13 tháng 8, 2024 | HV        | 29        | Aaron Wan-Bissaka | West Ham United     | £15,000,000  | Đội một  | [ 43 ] |
| 21 tháng 8, 2024 | TĐ        | 28        | Facundo Pellistri | Panathinaikos       | £6,800,000   | Đội một  | [ 45 ] |
| 22 tháng 8, 2024 | TV        | 59        | Maxi Oyedele      | Legia Warszawa      | —            | Học viện | [ 46 ] |
| 23 tháng 8, 2024 | HV        | —         | Will Fish         | Cardiff City        | £4,000,000   | Học viện | [ 48 ] |
| 27 tháng 8, 2024 | TV        | 46        | Hannibal Mejbri   | Burnley             | £14,800,000  | Đội một  | [ 50 ] |
| 31 tháng 8, 2024 | TV        | 39        | Scott McTominay   | Napoli              | £25,700,000  | Đội một  | [ 52 ] |
| 4 tháng 2, 2024  | TV        | —         | Ruben Curley      | Stoke City          | Miễn phí     | Học viện | [ 53 ] |
| Tổng cộng        | Tổng cộng | Tổng cộng | Tổng cộng         | Tổng cộng           | £122,730,000 |          |        |

### Cho mượn
| Ngày             | Thời hạn cho mượn | Vị trí | Số áo | Cầu thủ              | Đến                          | Đội      | Ref.   |
| ---------------- | ----------------- | ------ | ----- | -------------------- | ---------------------------- | -------- | ------ |
| 25 tháng 7, 2024 | 8 tháng 1, 2025   | TĐ     | 52    | Joe Hugill           | Wigan Athletic               | Học viện | [ 55 ] |
| 9 tháng 8, 2024  | 7 tháng 1, 2025   | TM     | —     | Tom Wooster          | Farsley Celtic               | Học viện | [ 57 ] |
| 21 tháng 8, 2024 | Hết mùa giải      | TM     | 40    | Radek Vítek          | FC Blau-Weiß Linz            | Đội một  | [ 58 ] |
| 29 tháng 8, 2024 | Hết mùa giải      | HV     | 51    | Rhys Bennett         | Fleetwood Town               | Học viện | [ 59 ] |
| 30 tháng 8, 2024 | 7 tháng 1, 2025   | TM     | 50    | Elyh Harrison        | Chester                      | Học viện | [ 60 ] |
| 30 tháng 8, 2024 | Hết mùa giải      | HV     | 60    | Sonny Aljofree       | Accrington Stanley           | Học viện | [ 61 ] |
| 30 tháng 8, 2024 | Hết mùa giải      | HV     | 67    | James Nolan          | Inverness Caledonian Thistle | Học viện | [ 62 ] |
| 30 tháng 8, 2024 | 7 tháng 1, 2025   | TM     | —     | Tom Myles            | Runcorn Linnets              | Học viện | [ 63 ] |
| 30 tháng 8, 2024 | 1 tháng 1, 2025   | TM     | —     | Cameron Bryne-Hughes | Bolton Wanderers             | Học viện | [ 64 ] |
| 1 tháng 9, 2024  | Hết mùa giải      | TĐ     | 25    | Jadon Sancho         | Chelsea                      | Đội một  | [ 65 ] |
| 10 tháng 1, 2025 | Hết mùa giải      | TĐ     | —     | Ethan Ennis          | Doncaster Rovers             | Học viện | [ 66 ] |
| 17 tháng 1, 2025 | Hết mùa giải      | TĐ     | —     | Joe Hugill           | Carlisle United              | Học viện | [ 67 ] |
| 17 tháng 1, 2025 | Hết mùa giải      | TĐ     | —     | Ethan Williams       | Cheltenham Town              | Học viện | [ 68 ] |
| 25 tháng 1, 2025 | Hết mùa giải      | TĐ     | 21    | Antony               | Real Betis                   | Đội một  | [ 69 ] |
| 25 tháng 1, 2025 | Hết mùa giải      | HV     | —     | Jack Kingdon         | Rochdale                     | Học viện | [ 70 ] |
| 25 tháng 1, 2025 | Hết mùa giải      | TĐ     | 36    | Ethan Wheatley       | Walsall                      | Đội một  | [ 71 ] |
| 31 tháng 1, 2025 | Hết mùa giải      | TV     | 46    | Dan Gore             | Rotherham United             | Đội một  | [ 72 ] |
| 2 tháng 2, 2025  | Hết mùa giải      | TĐ     | 10    | Marcus Rashford      | Aston Villa                  | Đội một  | [ 73 ] |
| 4 tháng 2, 2025  | Hết mùa giải      | HV     | —     | Louis Jackson        | Tranmere Rovers              | Học viện | [ 74 ] |
| 4 tháng 2, 2025  | Hết mùa giải      | TĐ     | —     | Sam Mather           | Tranmere Rovers              | Học viện | [ 74 ] |
| 4 tháng 2, 2025  | Hết mùa giải      | HV     | 12    | Tyrell Malacia       | PSV Eindhoven                | Đội một  | [ 75 ] |

### Ký hợp đồng gia hạn
| Ngày             | Vị trí | Số áo | Cầu thủ         | Năm hết hạn hợp đồng | Đội      | Ref.   |
| ---------------- | ------ | ----- | --------------- | -------------------- | -------- | ------ |
| 2 tháng 7, 2024  | TM     | 22    | Tom Heaton      | 2025                 | Đội một  | [ 76 ] |
| 12 tháng 7, 2024 | TV     | 43    | Toby Collyer    | 2027                 | Học viện | [ 77 ] |
| 12 tháng 7, 2024 | HV     | 35    | Jonny Evans     | 2025                 | Đội một  | [ 78 ] |
| 15 tháng 8, 2024 | TV     | 8     | Bruno Fernandes | 2027                 | Đội một  | [ 79 ] |
| 10 tháng 1, 2025 | TĐ     | 16    | Amad Diallo     | 2030                 | Đội một  | [ 80 ] |

## Giao hữu trước và trong mùa giải
| 15 tháng 7, 2024 Giao hữu | Rosenborg                               | 1–0      | Manchester United | Trondheim, Na Uy                                                                                |  |
| 18:00 CEST                | - Nemčík 18' - Broholm 28' - Holm 90+3' | Chi tiết |                   | Sân vận động: Sân vận động Trondheim Lượng khán giả: 21,013 Trọng tài: Sigurd Kringstad (Na Uy) |  |

| 20 tháng 7, 2024 Giao hữu | Rangers | 0–2      | Manchester United         | Edinburgh, Scotland                                                                               |  |
| 16:00 BST                 |         | Chi tiết | - Diallo 39' - Hugill 70' | Sân vận động: Sân vận động Murrayfield Lượng khán giả: 56,574 Trọng tài: Don Robertson (Scotland) |  |

| 27 tháng 7, 2024 Giao hữu                          | Arsenal                      | 2–1 (4–3 p)                                       | Manchester United | Inglewood, California, Hoa Kỳ                                                           |  |
| 17:00 PDT                                          | - Jesus 26' - Martinelli 81' | Chi tiết                                          | - Højlund 10'     | Sân vận động: Sân vận động SoFi Lượng khán giả: 62,486 Trọng tài: Timothy Ford (Hoa Kỳ) |  |
|                                                    |                              | Loạt sút luân lưu                                 |                   |                                                                                         |  |
| - Vieira - Havertz - Kiwior - Martinelli - Gabriel |                              | - McTominay - Evans - Wheatley - Eriksen - Sancho |                   |                                                                                         |  |

| 31 tháng 7, 2024 Cúp Snapdragon 2024 | Manchester United                                                              | 3–2      | Real Betis                                | San Diego, California, Hoa Kỳ                                |  |
| 21:00 PDT                            | - Rashford 18' (ph.đ.) - Diallo 24' - Casemiro 31' - Mejbri 90+1' - Fish 90+1' | Chi tiết | - Losada 15' - Llorente 61' - Cardoso 86' | Sân vận động: Sân vận động Snapdragon Lượng khán giả: 26,248 |  |

| 3 tháng 8, 2024 Giao hữu | Manchester United | 0–3      | Liverpool                                 | Columbia, Nam Carolina, Hoa Kỳ                                                                      |  |
| 19:30 EDT                | - Fish 69'        | Chi tiết | - Carvalho 10' - Jones 36' - Tsimikas 61' | Sân vận động: Sân vận động Williams-Brice Lượng khán giả: 77,559 Trọng tài: Rubiel Vazquez (Hoa Kỳ) |  |

| 28 tháng 5, 2024 Maybank Challenge Cup | ASEAN All-Stars        | 1–0      | Manchester United | Kuala Lumpur, Malaysia                                                                              |  |
| 19:00 UTC+08:00                        | - Maung Maung Lwin 71' | Chi tiết | - Kukonki 90+1'   | Sân vận động: Sân vận động Bukit Jalil Lượng khán giả: 72,550 Trọng tài: Nazmi Nasaruddin (Malaysia |  |

| 30 tháng 5, 2024 Giao hữu | Hồng Kông                 | 1–0      | Manchester United             | Vịnh Đồng La, Hồng Kông                                                                        |  |
| 20:00 UTC+08:00           | - Juninho 19' - Tsang 86' | Chi tiết | - Obi 50', 82' - Heaven 90+4' | Sân vận động: Sân vận động Hồng Kông Lượng khán giả: 33,098 Trọng tài: Ho Wai Sing (Hồng Kông) |  |

## Giải đấu

### Thống kê trung bình
| Giải đấu           | Trận đấu đầu tiên | Trận đấu cuối cùng | Vòng đấu mở màn | Vị trí chung cuộc | Thành tích | Thành tích | Thành tích | Thành tích | Thành tích | Thành tích | Thành tích | Thành tích |
| Giải đấu           | Trận đấu đầu tiên | Trận đấu cuối cùng | Vòng đấu mở màn | Vị trí chung cuộc | ST         | T          | H          | B          | BT         | BB         | HS         | % thắng    |
| ------------------ | ----------------- | ------------------ | --------------- | ----------------- | ---------- | ---------- | ---------- | ---------- | ---------- | ---------- | ---------- | ---------- |
| Ngoại hạng Anh     | 16 tháng 8, 2024  | 25 tháng 5, 2024   | Vòng 1          | Hạng 15           | 38         | 11         | 9          | 18         | 44         | 54         | −10        | 028,95     |
| Cúp FA             | 12 tháng 1, 2025  | 2 tháng 3, 2025    | Vòng 3          | Vòng 5            | 3          | 1          | 2          | 0          | 4          | 3          | +1         | 033,33     |
| Cúp EFL            | 17 tháng 9, 2024  | 20 tháng 12, 2024  | Vòng 3          | Tứ kết            | 3          | 2          | 0          | 1          | 15         | 6          | +9         | 066,67     |
| Siêu cúp Anh       | 10 tháng 8, 2024  | 10 tháng 8, 2024   | Chung kết       | Á quân            | 1          | 0          | 1          | 0          | 1          | 1          | +0         | 000,00     |
| UEFA Europa League | 26 tháng 8, 2024  | 22 tháng 5, 2025   | Vòng đấu hạng   | Á quân            | 15         | 9          | 5          | 1          | 35         | 19         | +16        | 060,00     |
| Tổng cộng          | Tổng cộng         | Tổng cộng          | Tổng cộng       | Tổng cộng         | 60         | 23         | 17         | 20         | 99         | 83         | +16        | 038,33     |

Nguồn: Soccerway

### Ngoại hạng Anh

#### Bảng xếp hạng
| VT | Đội                     | ST | T  | H  | B  | BT | BB | HS  | Đ  | Giành quyền tham dự hoặc xuống hạng    |
| -- | ----------------------- | -- | -- | -- | -- | -- | -- | --- | -- | -------------------------------------- |
| 13 | Everton                 | 38 | 11 | 15 | 12 | 42 | 44 | −2  | 48 |                                        |
| 14 | West Ham United         | 38 | 11 | 10 | 17 | 46 | 62 | −16 | 43 |                                        |
| 15 | Manchester United       | 38 | 11 | 9  | 18 | 44 | 54 | −10 | 42 |                                        |
| 16 | Wolverhampton Wanderers | 38 | 12 | 6  | 20 | 54 | 69 | −15 | 42 |                                        |
| 17 | Tottenham Hotspur       | 38 | 11 | 5  | 22 | 64 | 65 | −1  | 38 | Lọt vào vòng đấu hạng Champions League |

1. 1 2 3  Sancho mặc số áo 25 vào tháng 8 năm 2024, trước khi anh chuyển đến Chelsea. Ugarte đảm nhiệm số áo này vào tháng 9 năm 2024 sau khi Sancho chuyển đến Chelsea.[4]
2. ↑  Thương vụ được xác nhận vào ngày 30 tháng 5, 2024
3. ↑  Thương vụ được xác nhận vào ngày 17 tháng 6, 2024
4. ↑  Bao gồm £6,73 triệu phụ phí
5. ↑  Bao gồm £5 triệu phụ phí
6. ↑  Bao gồm £5 triệu phụ phí
7. ↑  Bao gồm £8 triệu phụ phí
8. ↑  Bao gồm £4,1 triệu phụ phí[19]
9. ↑  Hết hạn hợp đồng, gia nhập Sheffield Wednesday vào ngày 10 tháng 7.[25][26]
10. ↑  Gia nhập Como vào ngày 28 tháng 7, 2024[28]
11. ↑  Gia nhập PAOK F.C. vào ngày 31 tháng 7, 2024[30]
12. ↑  Gia nhập AEK Athens vào ngày 19 tháng 9, 2024
13. ↑  Thương vụ được xác nhận vào ngày 11 tháng 6 năm 2024.
14. ↑  Bao gồm £7,6 triệu phụ phí
15. ↑  Bao gồm £9,68 triệu phụ phí
16. ↑  Bao gồm £1,7 triệu phụ phí
17. ↑  Bao gồm £3 triệu phụ phí
18. ↑  Bao gồm £9,4 triệu phụ phí
19. ↑  Hugill lúc đầu được cho mượn đến hết mùa giải, nhưng được gọi trở về sớm vào ngày 8 tháng 1, 2025.[54]
20. 1 2 3  Wooster, Harrison and Myles were recalled from their season-long loan spells early on 7 January 2025.[56]
21. ↑  Gia nhập đội U-19 của Bolton Wanderers
22. ↑  Tottenham Hotspur đủ điều kiện tham dự vòng đấu hạng Champions League vì là đội vô địch UEFA Europa League 2024–25.

#### Tóm tắt kết quả
| Tổng thể | Tổng thể | Tổng thể | Tổng thể | Tổng thể | Tổng thể | Tổng thể | Tổng thể | Sân nhà | Sân nhà | Sân nhà | Sân nhà | Sân nhà | Sân nhà | Sân khách | Sân khách | Sân khách | Sân khách | Sân khách | Sân khách |
| ST       | T        | H        | B        | BT       | BB       | HS       | Đ        | T       | H       | B       | BT      | BB      | HS      | T         | H         | B         | BT        | BB        | HS        |
| -------- | -------- | -------- | -------- | -------- | -------- | -------- | -------- | ------- | ------- | ------- | ------- | ------- | ------- | --------- | --------- | --------- | --------- | --------- | --------- |
| 38       | 11       | 9        | 18       | 44       | 54       | −10      | 42       | 7       | 3       | 9       | 23      | 28      | −5      | 4         | 6         | 9         | 21        | 26        | −5        |

#### Kết quả dựa theo ngày thi đấu
| Vòng đấu      | 1 | 2  | 3  | 4  | 5  | 6  | 7  | 8  | 9  | 10 | 11 | 12 | 13 | 14 | 15 | 16 | 17 | 18 | 19 | 20 | 21 | 22 | 23 | 24 | 25 | 26 | 27 | 28 | 29 | 30 | 31 | 32 | 33 | 34 | 35 | 36 | 37 | 38 |
| ------------- | - | -- | -- | -- | -- | -- | -- | -- | -- | -- | -- | -- | -- | -- | -- | -- | -- | -- | -- | -- | -- | -- | -- | -- | -- | -- | -- | -- | -- | -- | -- | -- | -- | -- | -- | -- | -- | -- |
| Sân nhà/khách | N | K  | N  | K  | K  | N  | K  | N  | K  | N  | N  | K  | N  | K  | N  | K  | N  | K  | N  | K  | N  | N  | K  | N  | K  | K  | N  | N  | K  | K  | N  | K  | N  | K  | K  | N  | K  | N  |
| Kết quả       | W | L  | L  | W  | D  | L  | D  | W  | L  | D  | W  | D  | W  | L  | L  | W  | L  | L  | L  | D  | W  | L  | W  | L  | L  | D  | W  | D  | W  | L  | D  | L  | L  | D  | L  | L  | L  | W  |
| Vị trí        | 1 | 11 | 14 | 10 | 11 | 12 | 14 | 11 | 14 | 13 | 13 | 12 | 9  | 11 | 13 | 13 | 13 | 14 | 14 | 13 | 12 | 13 | 12 | 13 | 15 | 15 | 14 | 14 | 13 | 13 | 13 | 14 | 14 | 14 | 15 | 16 | 16 | 15 |
| Số điểm       | 3 | 3  | 3  | 6  | 7  | 7  | 8  | 11 | 11 | 12 | 15 | 16 | 19 | 19 | 19 | 22 | 22 | 22 | 22 | 23 | 26 | 26 | 29 | 29 | 29 | 30 | 33 | 34 | 37 | 37 | 38 | 38 | 38 | 39 | 39 | 39 | 39 | 42 |

- Các vị trí hiển thị tình hình khi kết thúc ngày thi đấu (CD)

#### Tóm tắt các trận đấu
Manchester United mở màn Ngoại hạng Anh với trận thắng 1–0 trước Fulham vào ngày 16 tháng 8 năm 2024. Vào sân từ ghế dự bị, Joshua Zirkzee có bàn thắng trong trận đấu đầu tiên khoác áo United ở phút 87. United làm khách tại sân vận động Falmer đối đầu với Brighton & Hove Albion 1 tuần sau đó. Cựu cầu thủ của United Danny Welbeck đã tận dụng sai lầm của hàng phòng ngự United để mở tỷ số ở phút 30. Amad Diallo san bằng tỷ số ở phút 61, trước khi Alejandro Garnacho đưa United vươn lên, nhưng Zirkzee sau đó đã chạm chân vào bóng ở vị trí việt vị khiến bàn thắng bị hủy bỏ. Ở phút bù giờ thứ 5, João Pedro ghi bàn thắng quyết định giúp Brighton giành chiến thắng 2-1 chung cuộc. Đầu tháng 9, United đón tiếp đại kình địch Liverpool trong trận "derby nước Anh". Trent Alexander-Arnold làm tung lưới United ở phút thứ 6 nhưng bàn thắng bị hủy bỏ do việt vị. Trong hiệp 1, Liverpool vẫn có 2 bàn thắng với cú đúp của Luis Díaz ở các phút 35 và 42. Trận đấu khép lại với tỷ số 3-0 nghiêng về Liverpool, với thêm 1 bàn thắng nữa của Mohamed Salah ở phút 56, biến Arne Slot trở thành huấn luyện viên đầu tiên của Liverpool giành chiến thắng trước United trong mùa giải đầu tiên họ dẫn đắt The Kop kể từ năm 1975. Sau đợt tập trung cho đội tuyển quốc gia vào dịp FIFA Days, United quay trở lại Ngoại hạng Anh với trận đối đầu Southampton trên sân St Mary. Phút 30, Southampton có được quả phạt đền sau pha phạm lỗi của Diogo Dalot với Tyler Dibling, nhưng trên chấm phạt đền, André Onana đã cản phá thành công cú đá của Cameron Archer. 2 phút sau, Matthijs de Ligt đã ghi bàn mở điểm cho United, đây cũng là bàn thắng đầu tiên anh ghi được cho United. Phút 41, Marcus Rashford nhân đôi cách biệt cho United với pha cứa lòng ngoài vòng cấm. Trước khi trận đấu khép lại, phút bù giờ thứ 6 của hiệp 2, Garnacho ghi bàn thắng ấn định tỷ số 3-0. Trước đó ở phút 79, Garnacho bị đội trưởng Jack Stephens của Southampton phạm lỗi và Stephens đã phải nhận một tấm thẻ đỏ.

#### Các trận đấu
Lịch thi đấu được công bố vào thứ Tư ngày 18 tháng 6 năm 2024.
| 16 tháng 8, 2024 1 | Manchester United                       | 1–0      | Fulham                                   | Manchester                                                                      |  |
| 20:00 BST          | - Mount 18' - Maguire 40' - Zirkzee 87' | Chi tiết | - Bassey 25' - Pereira 70' - Cairney 73' | Sân vận động: Old Trafford Lượng khán giả: 73,297 Trọng tài: Robert Jones (Anh) |  |

| 24 tháng 8, 2024 2 | Brighton & Hove Albion                      | 2–1      | Manchester United              | Đông Sussex                                                                            |  |
| 15:00 BST          | - Welbeck 32' - van Hecke 89' - Pedro 90+5' | Chi tiết | - Diallo 60', 75' - Mainoo 78' | Sân vận động: Sân vận động Falmer Lượng khán giả: 31,537 Trọng tài: Craig Pawson (Anh) |  |

| 1 tháng 9, 2024 3 | Manchester United                                         | 0–3      | Liverpool                                  | Manchester                                                                        |  |
| 16:00 BST         | - Zirkzee 23' - Martínez 40' - Mainoo 45+1' - de Ligt 65' | Chi tiết | - Díaz 35' (42) - van Dijk 55' - Salah 56' | Sân vận động: Old Trafford Lượng khán giả: 73,738 Trọng tài: Anthony Taylor (Anh) |  |

| 14 tháng 9, 2024 4 | Southampton                 | 0–3      | Manchester United                                                                                      | Southampton                                                                               |  |
| 15:00 BST          | - Cornet 71' - Stephens 79' | Chi tiết | - Mainoo 26' - de Ligt 35' - Rashford 41' - Eriksen 57' - Fernandes 68' - Maguire 75' - Garnacho 90+6' | Sân vận động: Sân vận động St Mary Lượng khán giả: 31,144 Trọng tài: Stuart Attwell (Anh) |  |

| 21 tháng 9, 2024 5 | Crystal Palace                               | 0–0      | Manchester United             | Khu Croydon của Luân Đôn                                                        |  |
| 15:00 BST          | - Henderson 63' - Hughes 83' - Lacroix 90+5' | Chi tiết | - Garnacho 36' - Martínez 63' | Sân vận động: Selhurst Park Lượng khán giả: 25,172 Trọng tài: David Coote (Anh) |  |

| 28 tháng 9, 2024 6 | Manchester United                                                                    | 0–3      | Tottenham Hotspur                                                           | Manchester                                                                        |  |
| 15:00 BST          | - Mazraoui 34' - Dalot 39' - Fernandes 42' - Mount 45+4' - Martínez 55' - Ugarte 66' | Chi tiết | - Johnson 3', 45+1' - Kulusevski 47' - Spence 54' - Porro 73' - Solanke 77' | Sân vận động: Old Trafford Lượng khán giả: 73,587 Trọng tài: Chris Kavanagh (Anh) |  |

| 5 tháng 10, 2024 7 | Aston Villa     | 0–0      | Manchester United                                                     | Birmingham                                                                    |  |
| 15:00 BST          | - Barkley 90+4' | Chi tiết | - Eriksen 3' - Maguire 36' - Mainoo 41' - Rashford 59' - Lindelöf 87' | Sân vận động: Villa Park Lượng khán giả: 42,682 Trọng tài: Robert Jones (Anh) |  |

| 19 tháng 10, 2024 8 | Manchester United                                      | 2–1      | Brentford                                 | Manchester                                                                       |  |
| 15:00 BST           | - Evans 45+6' - Garnacho 47' - Dalot 54' - Højlund 62' | Chi tiết | - Pinnock 45+5' - Nørgaard 55' - Ajer 73' | Sân vận động: Old Trafford Lượng khán giả: 73,738 Trọng tài: Samuel Barrott (Anh |  |

| 26 tháng 10, 2024 9 | West Ham United                                                                                               | 2–1      | Manchester United            | Luân Đôn                                                                                |  |
| 15:00 BST           | - Paquetá 25' - Mavropanos 30' - Summerville 74', 74' - Bowen 90+2' (ph.đ.) - Emerson 90+5' - Cresswell 90+6' | Chi tiết | - de Ligt 59' - Casemiro 81' | Sân vận động: Sân vận động Luân Đôn Lượng khán giả: 62,474 Trọng tài: David Coote (Anh) |  |

| 3 tháng 11, 2024 10 | Manchester United                                                                                                | 1–1      | Chelsea                                   | Manchester                                                                      |  |
| 16:30 GMT           | - Ugarte 42' - Dalot 45+1' - Rashford 67' - Fernandes 70' (ph.đ.) - Casemiro 85' - Martínez 90+3' - Diallo 90+5' | Chi tiết | - Gusto 36' - Caicedo 74' - Jackson 90+4' | Sân vận động: Old Trafford Lượng khán giả: 73,813 Trọng tài: Robert Jones (Anh) |  |

| 10 tháng 11, 2024 11 | Manchester United                                       | 3–0      | Leicester City   | Manchester                                                                      |  |
| 14:00 GMT            | - Fernandes 17' - Kristiansen 38' (l.n.) - Garnacho 82' | Chi tiết | - Bounanotte 63' | Sân vận động: Old Trafford Lượng khán giả: 73,829 Trọng tài: Peter Bankes (Anh) |  |

| 24 tháng 11, 2024 12 | Ipswich Town     | 1–1      | Manchester United | Suffolk                                                                                        |  |
| 16:30 GMT            | - Hutchinson 43' | Chi tiết | - Rashford 2'     | Sân vận động: Sân vận động Portman Road Lượng khán giả: 30,017 Trọng tài: Anthony Taylor (Anh) |  |

| 1 tháng 12, 2024 13 | Manchester United                                                  | 4–0      | Everton                                 | Manchester                                                                     |  |
| 13:30 GMT           | - Rashford 34', 46' - Zirkzee 41', 64' - Mainoo 49' - Martínez 51' | Chi tiết | - Mykolenko 39' - Gueye 57' - Young 67' | Sân vận động: Old Trafford Lượng khán giả: 73,817 Trọng tài: John Brooks (Anh) |  |

| 4 tháng 12, 2024 14 | Arsenal                                   | 2–0      | Manchester United                        | Holloway                                                                                |  |
| 20:15 GMT           | - Timber 54' - Zinchenko 66' - Saliba 73' | Chi tiết | - Malacia 44' - Ugarte 45' - Maguire 51' | Sân vận động: Sân vận động Emirates Lượng khán giả: 60,256 Trọng tài: Sam Barrott (Anh) |  |

| 7 tháng 12, 2024 15 | Manchester United             | 2–3      | Nottingham Forest                                                         | Manchester                                                                        |  |
| 17:30 GMT           | - Højlund 18' - Fernandes 61' | Chi tiết | - Milenković 2' - Silva 31' - Gibbs-White 47' - Wood 54' - Williams 90+4' | Sân vận động: Old Trafford Lượng khán giả: 73,778 Trọng tài: Darren England (Anh) |  |

| 15 tháng 12, 2024 16 | Manchester City             | 1–2      | Manchester United                                  | Manchester                                                                                             |  |
| 16:30 GMT            | - Gvardiol 36' - Walker 40' | Chi tiết | - Højlund 40' - Fernandes 88' (ph.đ.) - Diallo 90' | Sân vận động: Sân vận động Thành phố Manchester Lượng khán giả: 52,788 Trọng tài: Anthony Taylor (Anh) |  |

| 22 tháng 12, 2024 17 | Manchester United | 0–3 | Bournemouth                                                                      | Manchester                                                                      |  |
| 14:00 GMT            | - Ugarte 37'      |     | - Huijsen 29', 90+1' - Smith 35' - Kluivert 61' (ph.đ.) - Semenyo 63' - Kepa 82' | Sân vận động: Old Trafford Lượng khán giả: 73,720 Trọng tài: Craig Pawson (Anh) |  |

| 26 tháng 12, 2024 18 | Wolverhampton Wanderers                                | 2–0      | Manchester United                          | Wolverhampton                                                                               |  |
| 17:30 GMT            | - Gomes 33' - Cunha 58' - Doherty 90' - Hee-chan 90+9' | Chi tiết | - Yoro 4' - Fernandes 18' 47' - Ugarte 54' | Sân vận động: Sân vận động Molineux Lượng khán giả: 31,407 Trọng tài: Tony Harrington (Anh) |  |

| 30 tháng 12, 2024 19 | Manchester United | 0–2      | Newcastle United                      | Manchester                                                                      |  |
| 19:00 GMT            | - Martínez 61'    | Chi tiết | - Isak 4' - Joelinton 19' - Schär 81' | Sân vận động: Old Trafford Lượng khán giả: 73,809 Trọng tài: Simon Hooper (Anh) |  |

| 4 tháng 1, 2025 20 | Liverpool                                                          | 2–2      | Manchester United                                                        | Liverpool                                                                                 |  |
| 15:00 GMT          | - Gakpo 59' - Salah 70' (ph.đ.) - Núñez 76' - Alexander-Arnold 83' | Chi tiết | - Dalot 23' - Martínez 52' - Diallo 53', 80' - de Ligt 64' - Maguire 73' | Sân vận động: Sân vận động Anfield Lượng khán giả: 60,275 Trọng tài: Michael Oliver (Anh) |  |

| 15 tháng 1, 2025 21 | Manchester United                       | 3–1      | Southampton                                                      | Manchester                                                                     |  |
| 20:00 GMT           | - Martínez 52' - Diallo 82', 90', 90+4' | Chi tiết | - Ugarte 42' (l.n.) - Dibling 44' - Fernandes 45+1' - Downes 79' | Sân vận động: Old Trafford Lượng khán giả: 73,722 Trọng tài: John Brooks (Anh) |  |

| 18 tháng 1, 2025 22 | Manchester United                                                 | 1–3      | Brighton & Hove Albion                                                | Manchester                                                                      |  |
| 15:00 GMT           | - Fernandes 23' (ph.đ.) - Ugarte 62' - Maguire 90+5' - Yoro 90+8' | Chi tiết | - Minteh 5', 43' - Baleba 21' - Mitoma 60' - Rutter 77' - March 90+8' | Sân vận động: Old Trafford Lượng khán giả: 73,758 Trọng tài: Peter Bankes (Anh) |  |

| 25 tháng 1, 2025 23 | Fulham | 0–1      | Manchester United           | Fulham                                                                              |  |
| 15:00 GMT           |        | Chi tiết | - Ugarte 73' - Martínez 78' | Sân vận động: Craven Cottage Lượng khán giả: 27,288 Trọng tài: Anthony Taylor (Anh) |  |

| 1 tháng 2, 2025 24 | Manchester United                          | 0–2      | Crystal Palace                 | Manchester                                                                     |  |
| 15:00 GMT          | - Maguire 49' - Fernandes 64' - Ugarte 75' | Chi tiết | - Mateta 64', 89' - Hughes 72' | Sân vận động: Old Trafford Lượng khán giả: 73,751 Trọng tài: John Brooks (Anh) |  |

| 15 tháng 2, 2025 25 | Tottenham Hotspur           | 1–0      | Manchester United          | Tottenham                                                                                         |  |
| 15:00 GMT           | - Maddison 13' - Davies 79' | Chi tiết | - Casemiro 41' - Dorgu 90' | Sân vận động: Sân vận động Tottenham Hotspur Lượng khán giả: 61,383 Trọng tài: Peter Bankes (Anh) |  |

| 22 tháng 2, 2025 26 | Everton                                                                          | 2–2      | Manchester United                      | Everton                                                                         |  |
| 15:00 GMT           | - Beto 19' - Doucouré 33' - O'Brien 45+3' - Garner 63' - Young 79' - Gueye 90+9' | Chi tiết | - Fernandes 72' - Ugarte 80' - Obi 90' | Sân vận động: Goodison Park Lượng khán giả: 39,290 Trọng tài: Andy Madley (Anh) |  |

| 26 tháng 2, 2025 27 | Manchester United                                                                                                  | 3–2      | Ipswich Town                                                                 | Manchester                                                                        |  |
| 20:00 GMT           | - Morsy 22' (l.n.) - de Ligt 26' - Dorgu 43' - Højlund 45+4' - Maguire 47' - Zirkzee 61' - Mazraoui 85' - Yoro 90' | Chi tiết | - Philogene 4', 45+2' - Morsy 35' - O'Shea 45+4' - Delap 87' - Johnson 90+7' | Sân vận động: Old Trafford Lượng khán giả: 73,827 Trọng tài: Darren England (Anh) |  |

| 8 tháng 3, 2025 28 | Manchester United | 1–1      | Arsenal                     | Manchester                                                                        |  |
| 15:00 GMT          | - Fernandes 45+2' | Chi tiết | - Trossard 45+1' - Rice 74' | Sân vận động: Old Trafford Lượng khán giả: 73,812 Trọng tài: Anthony Taylor (Anh) |  |

| 15 tháng 3, 2025 29 | Leicester City                 | 0–3      | Manchester United                            | Leicester                                                             |  |
| 15:00 GMT           | - El Khannouss 33' - Ndidi 77' | Chi tiết | - Højlund 28' - Garnacho 67' - Fernandes 90' | Sân vận động: Sân vận động King Power Trọng tài: Thomas Bramall (Anh) |  |

| 1 tháng 4, 2025 30 | Nottingham Forest          | 1–0      | Manchester United                           | Nottingham                                                                       |  |
| 19:45 BST          | - Elanga 5' - Williams 71' | Chi tiết | - Casemiro 50' - Garnacho 66' - Eriksen 78' | Sân vận động: City Ground Lượng khán giả: 30,249 Trọng tài: Jarred Gillett (Anh) |  |

| 5 tháng 4, 2025 31 | Manchester United                  | 0–0      | Manchester City       | Manchester                                                                     |  |
| 15:00 BST          | - Dalot 67' - Mount 76' - Yoro 84' | Chi tiết | - Dias 1' - Silva 46' | Sân vận động: Old Trafford Lượng khán giả: 73,738 Trọng tài: John Brooks (Anh) |  |

| 12 tháng 4, 2025 32 | Newcastle United                               | 4–1      | Manchester United                      | Newcastle trên sông Tyne                                                            |  |
| 15:00 BST           | - Tonali 24' - Barnes 49', 64' - Guimarães 77' | Chi tiết | - Ugarte 16' - Garnacho 37' - Yoro 43' | Sân vận động: St James' Park Lượng khán giả: 52,252 Trọng tài: Chris Kavanagh (Anh) |  |

| 19 tháng 4, 2025 33 | Manchester United         | 0–1      | Wolverhampton Wanderers                        | Manchester                                                                      |  |
| 14:00 BST           | - Dorgu 56' - Eriksen 76' | Chi tiết | - André 17' - Aït-Nouri 48' - Sarabia 77', 80' | Sân vận động: Old Trafford Lượng khán giả: 73,819 Trọng tài: Robert Jones (Anh) |  |

| 27 tháng 4, 2025 34 | Bournemouth                                                                        | 1–1      | Manchester United                      | Dorset                                                                                   |  |
| 14:00 BST           | - Adams 21' - Semenyo 23' - Huijsen 63' - Kluivert 65' - Evanilson 70' - Smith 71' | Chi tiết | - Dorgu 57' - Shaw 79' - Højlund 90+6' | Sân vận động: Sân vận động Vitality Lượng khán giả: 11,241 Trọng tài: Peter Bankes (Anh) |  |

| 4 tháng 5, 2025 35 | Brentford                                       | 4–3      | Manchester United                                           | Brentford                                                                                             |  |
| 14:00 BST          | - Shaw 27' (l.n.) - Schade 33', 70' - Wissa 74' | Chi tiết | - Mount 14' - Ugarte 43' - Garnacho 51', 82' - Diallo 90+5' | Sân vận động: Sân vận động Cộng đồng Brentford Lượng khán giả: 18,915 Trọng tài: Anthony Taylor (Anh) |  |

| 11 tháng 5, 2025 36 | Manchester United | 0–2      | West Ham United                          | Manchester                                                                        |  |
| 14:15 BST           |                   | Chi tiết | - Souček 26' - Bowen 57' - Cresswell 61' | Sân vận động: Old Trafford Lượng khán giả: 73,804 Trọng tài: Jarred Gillett (Anh) |  |

| 16 tháng 5, 2025 37 | Chelsea                        | 1–0      | Manchester United                                                                      | Fulham                                                                                            |  |
| 20:00 BST           | - Cucurella 71' - Palmer 90+5' | Chi tiết | - Fernandes 31' - Casemiro 47' - Mazraoui 65' - Diallo 69' - Ugarte 90' - Heaven 90+3' | Sân vận động: Sân vận động Stamford Bridge Lượng khán giả: 39,849 Trọng tài: Chris Kavanagh (Anh) |  |

| 25 tháng 5, 2025 38 | Manchester United                                          | 2–0      | Aston Villa                                | Manchester                                                                        |  |
| 16:00 BST           | - Diallo 45+1', 76' - Eriksen 87' (ph.đ.) - Casemiro 90+4' | Chi tiết | - Martínez 45+1' - Torres 73' - Rogers 80' | Sân vận động: Old Trafford Lượng khán giả: 73,839 Trọng tài: Thomas Bramall (Anh) |  |

### Cúp FA
Với tư cách là một đội bóng ở Ngoại hạng Anh, United sẽ tham dự Cúp FA 2024–25 ở vòng 3. Lần đầu tiên, các trận hòa ở tất cả các trận đấu từ vòng đầu tiên trở đi sẽ không đá lại mà chuyển thẳng sang hiệp phụ và loạt sút luân lưu.
| 12 tháng 1, 2025 Vòng 3              | Arsenal                          | 1–1 (s.h.p.) (3–5 p)                             | Manchester United                                                              | Holloway                                                                                |  |
| 15:00 GMT                            | - Gabriel 63', 70' - Havertz 72' | Chi tiết                                         | - Martínez 29' - Fernandes 38', 52' - Dalot 49' 61' - Mainoo 56' - Maguire 70' | Sân vận động: Sân vận động Emirates Lượng khán giả: 60,109 Trọng tài: Andy Madley (Anh) |  |
|                                      |                                  | Loạt sút luân lưu                                |                                                                                |                                                                                         |  |
| - Ødegaard - Havertz - Rice - Partey |                                  | - Fernandes - Diallo - Yoro - Martínez - Zirkzee |                                                                                |                                                                                         |  |

| 8 tháng 2, 2025 Vòng 4 | Manchester United                          | 2–1      | Leicester City     | Manchester                                                                           |  |
| 15:00 GMT              | - Zirkzee 68' - Ugarte 84' - Maguire 90+3' | Chi tiết | - Cordova-Reid 42' | Sân vận động: Old Trafford Lượng khán giả: 73,693 Trọng tài: Michael Salisbury (Anh) |  |

| 2 tháng 3, 2025 Vòng 5                              | Manchester United            | 1–1 (s.h.p.) (3–4 p)                   | Fulham                                        | Manchester                                                                        |  |
| 16:30 GMT                                           | - Ugarte 25' - Fernandes 71' | Chi tiết                               | - Pereira 27' - Bassey 45+1' - Andersen 90+6' | Sân vận động: Old Trafford Lượng khán giả: 67,614 Trọng tài: Stuart Attwell (Anh) |  |
|                                                     |                              | Loạt sút luân lưu                      |                                               |                                                                                   |  |
| - Fernandes - Dalot - Casemiro - Lindelöf - Zirkzee |                              | - Jiménez - Berge - Willian - Robinson |                                               |                                                                                   |  |

### Cúp EFL
Là một trong những đại diện của Anh tại đấu trường châu Âu mùa giải 2024–25, Manchester United sẽ bước vào Cúp EFL ở vòng thứ ba.
| 17 tháng 9, 2024 Vòng 3 | Manchester United                                                                 | 7–0 | Barnsley                                      | Manchester                                                                    |  |
| 20:00 BST               | - Rashford 16', 58' - Antony 35' (ph.đ.) - Garnacho 45+2', 49' - Eriksen 81', 85' |     | - Slonina 34' - Humphrys 72' - O'Keeffe 90+3' | Sân vận động: Old Trafford Lượng khán giả: 72,063 Trọng tài: Gavin Ward (Anh) |  |

| 30 tháng 10, 2024 Vòng 4 | Manchester United                                       | 5–2      | Leicester City                              | Manchester                                                                       |  |
| 19:45 GMT                | - Casemiro 15', 39' - Garnacho 28' - Fernandes 36', 59' | Chi tiết | - Okoli 20' - El Khannous 33' - Coady 45+3' | Sân vận động: Old Trafford Lượng khán giả: 73,470 Trọng tài: Andrew Madley (Anh) |  |

| 19 tháng 12, 2024 Tứ kết | Tottenham Hotspur                                                                        | 4–3      | Manchester United                                                                        | Tottenham                                                                                        |  |
| 20:00 GMT                | - Solanke 15', 54' - Sarr 23' - Kulusevski 46' - Maddison 78' - Son 88' - Bergvall 90+8' | Chi tiết | - Mazraoui 25' - Zirkzee 63' - Diallo 70' - Bayındır 88' - Fernandes 90+1' - Evans 90+4' | Sân vận động: Sân vận động Tottenham Hotspur Lượng khán giả: 57,409 Trọng tài: John Brooks (Anh) |  |

### UEFA Europa League
Manchester United đủ điều kiện tham dự Europa League với tư cách là nhà vô địch Cúp FA 2023–24. Đây là mùa giải đầu tiên của giải đấu được tổ chức theo thể thức mới; United sẽ chơi tám trận, bốn trận trên sân nhà và bốn trận sân khách, với tám đội khác nhau.

#### Vòng đấu hạng
| 25 tháng 9, 2024 1 | Manchester United            | 1–1      | Twente                                               | Manchester                                                                    |  |
| 20:00 BST          | - Eriksen 35' - Martínez 57' | Chi tiết | - Bruns 13' - Lammers 68', 78' - van Wolfswinkel 83' | Sân vận động: Old Trafford Lượng khán giả: 73,069 Trọng tài: Simone Sozza (Ý) |  |

| 3 tháng 10, 2024 2 | Porto                                | 3–3      | Manchester United                                               | Porto                                                                                         |  |
| 20:00 WEST         | - Pepê 27' - Omorodion 31', 34', 50' | Chi tiết | - Rashford 7' - Højlund 20' - Fernandes 32' 81' - Maguire 90+1' | Sân vận động: Sân vận động Dragão Lượng khán giả: 49,211 Trọng tài: Christian Gittelman (Đức) |  |

| 24 tháng 10, 2024 3 | Fenerbahçe                                        | 1–1      | Manchester United            | Istanbul                                                                                           |  |
| 22:00 BST           | - En-Nesyri 49' - Osayi-Samuel 60' - Müldür 90+2' | Chi tiết | - Rashford 14' - Eriksen 15' | Sân vận động: Sân vận động Şükrü Saracoğlu Lượng khán giả: 41,443 Trọng tài: Clément Turpin (Pháp) |  |

| 7 tháng 11, 2024 4 | Manchester United                             | 2–0      | PAOK             | Manchester                                                                           |  |
| 20:00 GMT          | - Diallo 50', 77' - Ugarte 55' - Casemiro 85' | Chi tiết | - Tissoudali 56' | Sân vận động: Old Trafford Lượng khán giả: 73,174 Trọng tài: Radu Petrescu (România) |  |

| 28 tháng 11, 2024 5 | Manchester United                                             | 3–2      | Bodø/Glimt                                     | Manchester                                                                        |  |
| 20:00 GMT           | - Garnacho 1' - Højlund 45', 50' - Onana 89' - Casemiro 90+1' | Chi tiết | - Evjen 19' - Zinckernagel 23' - Helmersen 31' | Sân vận động: Old Trafford Lượng khán giả: 72,985 Trọng tài: Lawrence Wisser (Bỉ) |  |

| 12 tháng 12, 2024 6 | Viktoria Plzeň | 1–2      | Manchester United                                                  | Plzeň                                                                               |  |
| 19:45 EET           | - Vydra 48'    | Chi tiết | - Rashford 45+1' - Højlund 62', 88' - de Ligt 81' - Mazraoui 90+2' | Sân vận động: Doosan Arena Lượng khán giả: 11,320 Trọng tài: Marian Barbu (România) |  |

| 23 tháng 1, 2025 7 | Manchester United                      | 2–1      | Rangers                   | Manchester                                                                        |  |
| 20:00 GMT          | - Butland 52' (l.n.) - Fernandes 90+2' | Chi tiết | - Jefté 80' - Dessers 88' | Sân vận động: Old Trafford Lượng khán giả: 73,288 Trọng tài: Erik Lambrechts (Bỉ) |  |

| 30 tháng 1, 2025 8 | FCSB                                     | 0–2      | Manchester United                     | Bucharest                                                                         |  |
| 22:00 EET          | - Băluță 73' - Dawa 87' - Alhassan 90+1' | Chi tiết | - Malacia 8' - Dalot 60' - Mainoo 68' | Sân vận động: Arena Națională Lượng khán giả: 50,128 Trọng tài: Harm Osmers (Đức) |  |

#### Bảng xếp hạng
| VT | Đội                 | ST | T | H | B | BT | BB | HS  | Đ  | Giành quyền tham dự                      |
| -- | ------------------- | -- | - | - | - | -- | -- | --- | -- | ---------------------------------------- |
| 1  | Lazio               | 8  | 6 | 1 | 1 | 17 | 5  | +12 | 19 | Đi tiếp vào vòng 16 đội (nhóm hạt giống) |
| 2  | Athletic Bilbao     | 8  | 6 | 1 | 1 | 15 | 7  | +8  | 19 | Đi tiếp vào vòng 16 đội (nhóm hạt giống) |
| 3  | Manchester United   | 8  | 5 | 3 | 0 | 16 | 9  | +7  | 18 | Đi tiếp vào vòng 16 đội (nhóm hạt giống) |
| 4  | Tottenham Hotspur   | 8  | 5 | 2 | 1 | 17 | 9  | +8  | 17 | Đi tiếp vào vòng 16 đội (nhóm hạt giống) |
| 5  | Eintracht Frankfurt | 8  | 5 | 1 | 2 | 14 | 10 | +4  | 16 | Đi tiếp vào vòng 16 đội (nhóm hạt giống) |

#### Vòng đấu loại trực tiếp
| 7 tháng 3, 2025 Vòng 16 đội lượt đi | Real Sociedad                          | 1–1      | Manchester United             | Gipuzkoa                                                                                     |  |
| 18:45 CET                           | - Zubeldia 49' - Oyarzabal 70' (ph.đ.) | Chi tiết | - Fernandes 56' - Zirkzee 57' | Sân vận động: Sân vận động Anoeta Lượng khán giả: 34,391 Trọng tài: Ivan Kružliak (Slovakia) |  |

| 14 tháng 3, 2025 Vòng 16 đội lượt về | Manchester United                                                                    | 4–1 (TTS 5–2) | Real Sociedad | Manchester                                                                         |  |
| 20:00 GMT                            | - de Ligt 9' - Fernandes 16' (ph.đ.), 50' (ph.đ.), 87' - Dalot 90+1' - Collyer 90+4' | Chi tiết      | - Oyarzabal 10' (ph.đ.), 64' - Zubeldia 14' - Marín 39' - Zubimendi 51' - Aramburu 63' - Elustondo 69' - Barrenetxea 74' - Aguerd 89' | Sân vận động: Old Trafford Lượng khán giả: 73,189 Trọng tài: Benoît Bastien (Pháp) |  |

| 10 tháng 4, 2025 Tứ kết lượt đi | Lyon                                         | 2–2      | Manchester United                                                              | Lyon                                                                                             |  |
| 21:00 CEST                      | - Almada 25' - Tagliafico 79' - Cherki 90+5' | Chi tiết | - Dalot 31' - Yoro 45+5' - Ugarte 52' - Mount 78' - Zirkzee 88' - Mainoo 90+4' | Sân vận động: Parc Olympique Lyonnais Lượng khán giả: 58,018 Trọng tài: Glenn Nyberg (Thụy Điển) |  |

| 17 tháng 4, 2025 Tứ kết lượt về | Manchester United                                                                                                  | 5–4 (s.h.p.) (TTS 7–6) | Lyon | Manchester                                                                            |  |
| 20:00 BST                       | - Ugarte 10' - Dalot 45+1' - Garnacho 50' - Maguire 93', 120+1' - Yoro 108' - Fernandes 114' (ph.đ.) - Mainoo 120' | Chi tiết               | - Veretout 18' - Tolisso 45+1' 89', 70' - Tagliafico 63', 77' - Cherki 104' - Lacazette 109' (ph.đ.) - Vinícius 120+1' | Sân vận động: Old Trafford Lượng khán giả: 73,228 Trọng tài: Sandro Schärer (Thụy Sĩ) |  |

| 1 tháng 5, 2025 Bán kết lượt đi | Athletic Bilbao                                      | 0–3      | Manchester United                                                                   | Bilbao                                                                                     |  |
| 21:00 CEST                      | - Vivian 35' - Berchiche 36' - Simón 58' - Yeray 61' | Chi tiết | - Casemiro 30' - Fernandes 37' (ph.đ.), 45' - Mount 77' - Garnacho 84' - Yoro 90+3' | Sân vận động: Sân vận động San Mamés Lượng khán giả: 51,980 Trọng tài: Espan Eskås (Na Uy) |  |

| 8 tháng 5, 2025 Bán kết lượt về | Manchester United                                                                 | 4–1 (TTS 7–1) | Athletic Bilbao                                                 | Manchester                                                                        |  |
| 20:00 BST                       | - Mazraoui 25' - Casemiro 59', 79' - Mount 72', 90+1' - Højlund 85' - Dorgu 90+1' | Chi tiết      | - Jauregizar 31', 39' - Núñez 78' - Berenguer 78' - Sannadi 89' | Sân vận động: Old Trafford Lượng khán giả: 73,298 Trọng tài: Daniel Siebert (Đức) |  |

| 21 tháng 5, 2025 Chung kết | Tottenham Hotspur                                                    | 1–0      | Manchester United                                      | Bilbao                                                                                    |  |
| 21:00 CEST                 | - Johnson 42' - van de Ven 49' - Richarlison 57' - Yves Bissouma 68' | Chi tiết | - Diallo 35' - Zirkzee 84' - Maguire 88' - Evans 90+1' | Sân vận động: Sân vận động San Mamés Lượng khán giả: 49,924 Trọng tài: Felix Zwayer (Đức) |  |

### Siêu cúp Anh
Vì United đã vô địch Cúp FA 2023–24 nên United sẽ lọt vào siêu cúp Anh. United sẽ chạm trán đội bóng vô địch Ngoại hạng Anh 2023–24 Manchester City. United dẫn trước với bàn thắng của Alejandro Garnacho ở phút 82. Bernardo Silva gỡ hòa cho City ở phút 89, đưa trận đấu vào loạt sút luân lưu. André Onana cản phá thành công cú đá đầu tiên bên phía City của Silva, nhưng Jadon Sancho đã đá hỏng quả phạt đền thứ tư bên phía United. Đến cú đá thứ tám của United, Jonny Evans đã đưa bóng vọt xà ngang và sau đó Manuel Akanji đá thành công để đưa City lên ngôi vô địch với chiến thắng 7–6 trên loạt luân lưu.
| 10 tháng 8, 2024 Chung kết                                                        | Manchester United | 1–1 (6–7 p)                                                               | Manchester City              | Luân Đôn, Anh                                                                             |  |
| 15:00 BST                                                                         | - Garnacho 82'    | Chi tiết                                                                  | - Nunes 68' - Silva 85', 89' | Sân vận động: Sân vận động Wembley Lượng khán giả: 78,168 Trọng tài: Jarred Gillett (Anh) |  |
|                                                                                   |                   | Loạt sút luân lưu                                                         |                              |                                                                                           |  |
| - Fernandes - Dalot - Garnacho - Sancho - Casemiro - McTominay - Martínez - Evans |                   | - Silva - De Bruyne - Haaland - Savinho - Ederson - Nunes - Dias - Akanji |                              |                                                                                           |  |

## Thống kê

### Thống kê số lần ra sân
Số lần ra sân bao gồm cả số lần vào sân thay người
Nguồn cho tất cả các số liệu thống kê:
| Số áo | Tên cầu thủ        | Vị trí | Ngoại hạng Anh | Cúp FA | Cúp EFL | Siêu cúp Anh | UEFA Europa League | Tổng cộng |
| ----- | ------------------ | ------ | -------------- | ------ | ------- | ------------ | ------------------ | --------- |
| 1     | Altay Bayındır     | TM     | 4              | 1      | 3       | —            | 2                  | 10        |
| 2     | Victor Lindelöf    | HV     | 16             | 1      | 2       | —            | 6                  | 25        |
| 3     | Noussair Mazraoui  | HV     | 37             | 3      | 3       | —            | 14                 | 57        |
| 4     | Matthijs de Ligt   | HV     | 29             | 2      | 2       | —            | 9                  | 42        |
| 5     | Harry Maguire      | HV     | 27             | 3      | 1       | 1            | 8                  | 40        |
| 6     | Lisandro Martínez  | HV     | 20             | 1      | 2       | 1            | 8                  | 32        |
| 7     | Mason Mount        | TV     | 17             | —      | —       | 1            | 9                  | 27        |
| 8     | Bruno Fernandes    | TV     | 36             | 3      | 3       | 1            | 14                 | 57        |
| 9     | Rasmus Højlund     | TĐ     | 33             | 3      | 2       | —            | 15                 | 52        |
| 10    | Marcus Rashford    | TĐ     | 15             | —      | 2       | 1            | 6                  | 24        |
| 11    | Joshua Zirkzee     | TĐ     | 32             | 3      | 3       | —            | 11                 | 49        |
| 12    | Tyrell Malacia     | HV     | 3              | 1      | —       | —            | 4                  | 8         |
| 13    | Patrick Dorgu      | HV     | 12             | 1      | —       | —            | 7                  | 20        |
| 14    | Christian Eriksen  | TV     | 23             | 1      | 2       | —            | 9                  | 35        |
| 15    | Leny Yoro          | HV     | 21             | 3      | 1       | —            | 8                  | 33        |
| 16    | Amad Diallo        | TĐ     | 26             | 2      | 3       | 1            | 11                 | 43        |
| 17    | Alejandro Garnacho | TĐ     | 36             | 3      | 3       | 1            | 15                 | 58        |
| 18    | Casemiro           | TV     | 24             | 2      | 2       | 1            | 13                 | 42        |
| 20    | Diogo Dalot        | HV     | 33             | 3      | 3       | 1            | 13                 | 53        |
| 21    | Antony             | TĐ     | 8              | —      | 2       | —            | 4                  | 14        |
| 22    | Tom Heaton         | TM     | —              | —      | —       | —            | —                  | —         |
| 23    | Luke Shaw          | HV     | 7              | —      | —       | —            | 5                  | 12        |
| 24    | André Onana        | TM     | 34             | 2      | —       | 1            | 13                 | 50        |
| 25    | Jadon Sancho       | TĐ     | —              | —      | —       | 1            | —                  | 1         |
| 25    | Manuel Ugarte      | TV     | 29             | 3      | 3       | —            | 10                 | 45        |
| 26    | Ayden Heaven       | HV     | 4              | 1      | —       | —            | 1                  | 6         |
| 28    | Facundo Pellistri  | TĐ     | —              | —      | —       | 1            | —                  | 1         |
| 35    | Jonny Evans        | HV     | 7              | —      | 3       | 1            | 2                  | 13        |
| 36    | Ethan Wheatley     | TĐ     | —              | —      | 1       | —            | —                  | 1         |
| 37    | Kobbie Mainoo      | TV     | 25             | 2      | 1       | 1            | 8                  | 37        |
| 39    | Scott McTominay    | TV     | 2              | —      | —       | 1            | —                  | 3         |
| 41    | Harry Amass        | HV     | 5              | —      | —       | —            | 2                  | 7         |
| 43    | Toby Collyer       | TV     | 6              | 1      | 1       | 1            | 4                  | 13        |
| 44    | Dan Gore           | TV     | —              | —      | —       | —            | —                  | —         |
| 55    | Tyler Fredricson   | HV     | 2              | —      | —       | —            | —                  | 2         |
| 56    | Chido Obi-Martin   | TĐ     | 7              | 1      | —       | —            | —                  | 8         |

### Cầu thủ ghi bàn
Bao gồm tất cả các trận đấu trên mọi giải đấu. Danh sách được sắp xếp theo thứ tự bảng chữ cái theo họ khi tổng chỉ tiêu bằng nhau.
| Thứ hạng          | Số áo             | Vị trí            | Tên cầu thủ        | Ngoại hạng Anh | Cúp FA | Cúp EFL | Siêu cúp Anh | UEFA Europa League | Tổng cộng |
| ----------------- | ----------------- | ----------------- | ------------------ | -------------- | ------ | ------- | ------------ | ------------------ | --------- |
| 1                 | 8                 | TV                | Bruno Fernandes    | 8              | 2      | 2       | —            | 7                  | 19        |
| 2                 | 16                | TĐ                | Amad Diallo        | 8              | —      | 1       | —            | 2                  | 11        |
| 2                 | 17                | TĐ                | Alejandro Garnacho | 6              | —      | 3       | 1            | 1                  | 11        |
| 3                 | 9                 | TĐ                | Rasmus Højlund     | 4              | —      | —       | —            | 6                  | 10        |
| 4                 | 10                | TĐ                | Marcus Rashford    | 4              | —      | 2       | —            | 1                  | 7         |
| 4                 | 11                | TĐ                | Joshua Zirkzee     | 3              | 1      | 1       | —            | 2                  | 7         |
| 5                 | 18                | TV                | Casemiro           | 1              | —      | 2       | —            | 2                  | 5         |
| 5                 | 14                | TV                | Christian Eriksen  | 1              | —      | 2       | —            | 2                  | 5         |
| 6                 | 5                 | HV                | Harry Maguire      | 1              | 1      | —       | —            | 2                  | 4         |
| 7                 | 20                | HV                | Diogo Dalot        | —              | —      | —       | —            | 3                  | 3         |
| 7                 | 7                 | TV                | Mason Mount        | 1              | —      | —       | —            | 2                  | 3         |
| 8                 | 4                 | HV                | Matthijs de Ligt   | 2              | —      | —       | —            | —                  | 2         |
| 8                 | 37                | TV                | Kobbie Mainoo      | —              | —      | —       | —            | 2                  | 2         |
| 8                 | 6                 | HV                | Lisandro Martínez  | 2              | —      | —       | —            | —                  | 2         |
| 8                 | 25                | TV                | Manuel Ugarte      | 1              | —      | —       | —            | 1                  | 2         |
| 9                 | 21                | TĐ                | Antony             | —              | —      | 1       | —            | —                  | 1         |
| 9                 | 35                | HV                | Jonny Evans        | —              | —      | 1       | —            | —                  | 1         |
| 9                 | 15                | HV                | Leny Yoro          | —              | —      | —       | —            | 1                  | 1         |
| Bàn phản lưới nhà | Bàn phản lưới nhà | Bàn phản lưới nhà | Bàn phản lưới nhà  | 2              | —      | —       | —            | 1                  | 3         |
| Tổng cộng         | Tổng cộng         | Tổng cộng         | Tổng cộng          | 44             | 4      | 15      | 1            | 35                 | 99        |

### Kiến tạo
Bao gồm tất cả các trận đấu trên mọi giải đấu. Danh sách được sắp xếp theo thứ tự bảng chữ cái theo họ khi tổng chỉ tiêu bằng nhau.
| Thứ hạng  | Số áo     | Vị trí    | Tên cầu thủ        | Ngoại hạng Anh | Cúp FA | Cúp EFL | Siêu cúp Anh | UEFA Europa League | Tổng cộng |
| --------- | --------- | --------- | ------------------ | -------------- | ------ | ------- | ------------ | ------------------ | --------- |
| 1         | 8         | TV        | Bruno Fernandes    | 10             | 1      | 2       | 1            | 4                  | 18        |
| 2         | 17        | TĐ        | Alejandro Garnacho | 3              | 1      | 3       | —            | 4                  | 11        |
| 3         | 16        | TĐ        | Amad Diallo        | 6              | —      | 1       | —            | 1                  | 8         |
| 4         | 25        | TV        | Manuel Ugarte      | 1              | —      | —       | —            | 5                  | 6         |
| 5         | 20        | HV        | Diogo Dalot        | 3              | 1      | 1       | —            | —                  | 5         |
| 5         | 14        | TV        | Christian Eriksen  | 2              | —      | 1       | —            | 2                  | 5         |
| 6         | 9         | TĐ        | Rasmus Højlund     | 1              | —      | —       | —            | 2                  | 3         |
| 6         | 10        | TĐ        | Marcus Rashford    | 1              | —      | 1       | —            | 1                  | 3         |
| 7         | 18        | TV        | Casemiro           | —              | —      | —       | —            | 2                  | 2         |
| 7         | 6         | HV        | Lisandro Martínez  | 1              | —      | —       | —            | 1                  | 2         |
| 7         | 11        | TĐ        | Joshua Zirkzee     | 1              | —      | —       | —            | 1                  | 2         |
| 8         | 5         | HV        | Harry Maguire      | —              | —      | —       | —            | 1                  | 1         |
| 8         | 37        | TV        | Kobbie Mainoo      | —              | —      | —       | —            | 1                  | 1         |
| 8         | 3         | HV        | Noussair Mazraoui  | —              | —      | —       | —            | 1                  | 1         |
| 8         | 15        | HV        | Leny Yoro          | —              | —      | —       | —            | 1                  | 1         |
| Tổng cộng | Tổng cộng | Tổng cộng | Tổng cộng          | 31             | 3      | 9       | 1            | 25                 | 69        |

### Hat-tricks
| Cầu thủ         | Đối đầu với   | Kết quả | Ngày       | Giải đấu           | Nguồn  |
| --------------- | ------------- | ------- | ---------- | ------------------ | ------ |
| Amad Diallo     | Southampton   | 3–1     | 17/01/2025 | Ngoại hạng Anh     | [ 93 ] |
| Bruno Fernandes | Real Sociedad | 4–1     | 14/03/2025 | UEFA Europa League | [ 94 ] |

### Thẻ phạt
Bao gồm tất cả các trận đấu trên mọi giải đấu. Danh sách được sắp xếp theo thứ tự bảng chữ cái theo họ khi tổng số thẻ bằng nhau.
| Thứ hạng  | Số áo     | Vị trí    | Tên cầu thủ        | Ngoại hạng Anh | Ngoại hạng Anh                            | Ngoại hạng Anh | Cúp FA   | Cúp FA                                    | Cúp FA | Cúp EFL  | Cúp EFL                                   | Cúp EFL | Siêu cúp Anh | Siêu cúp Anh                              | Siêu cúp Anh | UEFA Europa League | UEFA Europa League                        | UEFA Europa League | Tổng cộng | Tổng cộng                                 | Tổng cộng |
| Thứ hạng  | Số áo     | Vị trí    | Tên cầu thủ        | Thẻ vàng       | Thẻ vàng · Thẻ vàng-đỏ (thẻ đỏ gián tiếp) | Thẻ đỏ         | Thẻ vàng | Thẻ vàng · Thẻ vàng-đỏ (thẻ đỏ gián tiếp) | Thẻ đỏ | Thẻ vàng | Thẻ vàng · Thẻ vàng-đỏ (thẻ đỏ gián tiếp) | Thẻ đỏ  | Thẻ vàng     | Thẻ vàng · Thẻ vàng-đỏ (thẻ đỏ gián tiếp) | Thẻ đỏ       | Thẻ vàng           | Thẻ vàng · Thẻ vàng-đỏ (thẻ đỏ gián tiếp) | Thẻ đỏ             | Thẻ vàng  | Thẻ vàng · Thẻ vàng-đỏ (thẻ đỏ gián tiếp) | Thẻ đỏ    |
| --------- | --------- | --------- | ------------------ | -------------- | ----------------------------------------- | -------------- | -------- | ----------------------------------------- | ------ | -------- | ----------------------------------------- | ------- | ------------ | ----------------------------------------- | ------------ | ------------------ | ----------------------------------------- | ------------------ | --------- | ----------------------------------------- | --------- |
| 1         | 25        | TV        | Manuel Ugarte      | 11             | 0                                         | 0              | 2        | 0                                         | 0      | 0        | 0                                         | 0       | 0            | 0                                         | 0            | 2                  | 0                                         | 0                  | 15        | 0                                         | 0         |
| 2         | 5         | HV        | Harry Maguire      | 7              | 0                                         | 0              | 1        | 0                                         | 0      | 0        | 0                                         | 0       | 0            | 0                                         | 0            | 2                  | 0                                         | 0                  | 10        | 0                                         | 0         |
| 3         | 8         | TV        | Bruno Fernandes    | 3              | 1                                         | 1              | 1        | 0                                         | 0      | 1        | 0                                         | 0       | 0            | 0                                         | 0            | 1                  | 1                                         | 0                  | 6         | 2                                         | 1         |
| 3         | 6         | HV        | Lisandro Martínez  | 7              | 0                                         | 0              | 1        | 0                                         | 0      | 0        | 0                                         | 0       | 0            | 0                                         | 0            | 1                  | 0                                         | 0                  | 9         | 0                                         | 0         |
| 3         | 18        | TV        | Casemiro           | 4              | 0                                         | 0              | 0        | 0                                         | 0      | 0        | 0                                         | 0       | 0            | 0                                         | 0            | 3                  | 0                                         | 0                  | 7         | 0                                         | 0         |
| 4         | 20        | HV        | Diogo Dalot        | 5              | 0                                         | 0              | 0        | 1                                         | 0      | 0        | 0                                         | 0       | 0            | 0                                         | 0            | 1                  | 0                                         | 0                  | 6         | 1                                         | 0         |
| 4         | 37        | TV        | Kobbie Mainoo      | 5              | 0                                         | 0              | 1        | 0                                         | 0      | 0        | 0                                         | 0       | 0            | 0                                         | 0            | 1                  | 0                                         | 0                  | 7         | 0                                         | 0         |
| 4         | 15        | HV        | Leny Yoro          | 5              | 0                                         | 0              | 0        | 0                                         | 0      | 0        | 0                                         | 0       | 0            | 0                                         | 0            | 2                  | 0                                         | 0                  | 7         | 0                                         | 0         |
| 5         | 16        | TĐ        | Amad Diallo        | 5              | 0                                         | 0              | 0        | 0                                         | 0      | 0        | 0                                         | 0       | 0            | 0                                         | 0            | 1                  | 0                                         | 0                  | 6         | 0                                         | 0         |
| 5         | 3         | HV        | Noussair Mazraoui  | 3              | 0                                         | 0              | 0        | 0                                         | 0      | 1        | 0                                         | 0       | 0            | 0                                         | 0            | 2                  | 0                                         | 0                  | 6         | 0                                         | 0         |
| 6         | 4         | HV        | Matthijs de Ligt   | 3              | 0                                         | 0              | 0        | 0                                         | 0      | 0        | 0                                         | 0       | 0            | 0                                         | 0            | 2                  | 0                                         | 0                  | 5         | 0                                         | 0         |
| 6         | 13        | HV        | Patrick Dorgu      | 3              | 0                                         | 1              | 0        | 0                                         | 0      | 0        | 0                                         | 0       | 0            | 0                                         | 0            | 1                  | 0                                         | 0                  | 4         | 0                                         | 1         |
| 6         | 17        | TĐ        | Alejandro Garnacho | 3              | 0                                         | 0              | 0        | 0                                         | 0      | 0        | 0                                         | 0       | 0            | 0                                         | 0            | 2                  | 0                                         | 0                  | 5         | 0                                         | 0         |
| 6         | 7         | TV        | Mason Mount        | 3              | 0                                         | 0              | 0        | 0                                         | 0      | 0        | 0                                         | 0       | 0            | 0                                         | 0            | 2                  | 0                                         | 0                  | 5         | 0                                         | 0         |
| 7         | 14        | HV        | Christian Eriksen  | 4              | 0                                         | 0              | 0        | 0                                         | 0      | 0        | 0                                         | 0       | 0            | 0                                         | 0            | 0                  | 0                                         | 0                  | 4         | 0                                         | 0         |
| 7         | 10        | TĐ        | Marcus Rashford    | 2              | 0                                         | 0              | 0        | 0                                         | 0      | 0        | 0                                         | 0       | 0            | 0                                         | 0            | 2                  | 0                                         | 0                  | 4         | 0                                         | 0         |
| 8         | 11        | TĐ        | Joshua Zirkzee     | 2              | 0                                         | 0              | 0        | 0                                         | 0      | 0        | 0                                         | 0       | 0            | 0                                         | 0            | 1                  | 0                                         | 0                  | 3         | 0                                         | 0         |
| 9         | 35        | HV        | Jonny Evans        | 1              | 0                                         | 0              | 0        | 0                                         | 0      | 0        | 0                                         | 0       | 0            | 0                                         | 0            | 1                  | 0                                         | 0                  | 2         | 0                                         | 0         |
| 9         | 9         | TĐ        | Rasmus Højlund     | 2              | 0                                         | 0              | 0        | 0                                         | 0      | 0        | 0                                         | 0       | 0            | 0                                         | 0            | 0                  | 0                                         | 0                  | 2         | 0                                         | 0         |
| 9         | 12        | HV        | Tyrell Malacia     | 1              | 0                                         | 0              | 0        | 0                                         | 0      | 0        | 0                                         | 0       | 0            | 0                                         | 0            | 1                  | 0                                         | 0                  | 2         | 0                                         | 0         |
| 10        | 1         | TM        | Altay Bayındır     | 0              | 0                                         | 0              | 0        | 0                                         | 0      | 1        | 0                                         | 0       | 0            | 0                                         | 0            | 0                  | 0                                         | 0                  | 1         | 0                                         | 0         |
| 10        | 43        | TV        | Toby Collyer       | 0              | 0                                         | 0              | 0        | 0                                         | 0      | 0        | 0                                         | 0       | 0            | 0                                         | 0            | 1                  | 0                                         | 0                  | 1         | 0                                         | 0         |
| 10        | 26        | HV        | Ayden Heaven       | 1              | 0                                         | 0              | 0        | 0                                         | 0      | 0        | 0                                         | 0       | 0            | 0                                         | 0            | 0                  | 0                                         | 0                  | 1         | 0                                         | 0         |
| 10        | 2         | HV        | Victor Lindelöf    | 1              | 0                                         | 0              | 0        | 0                                         | 0      | 0        | 0                                         | 0       | 0            | 0                                         | 0            | 0                  | 0                                         | 0                  | 1         | 0                                         | 0         |
| 10        | 23        | HV        | Luke Shaw          | 1              | 0                                         | 0              | 0        | 0                                         | 0      | 0        | 0                                         | 0       | 0            | 0                                         | 0            | 0                  | 0                                         | 0                  | 1         | 0                                         | 0         |
| 10        | 56        | TĐ        | Chido Obi-Martin   | 1              | 0                                         | 0              | 0        | 0                                         | 0      | 0        | 0                                         | 0       | 0            | 0                                         | 0            | 0                  | 0                                         | 0                  | 1         | 0                                         | 0         |
| 10        | 24        | TM        | André Onana        | 0              | 0                                         | 0              | 0        | 0                                         | 0      | 0        | 0                                         | 0       | 0            | 0                                         | 0            | 1                  | 0                                         | 0                  | 1         | 0                                         | 0         |
| Tổng cộng | Tổng cộng | Tổng cộng | Tổng cộng          | 82             | 1                                         | 2              | 6        | 1                                         | 0      | 3        | 0                                         | 0       | 0            | 0                                         | 0            | 27                 | 1                                         | 0                  | 121       | 2                                         | 2         |

### Giữ sạch lưới
Danh sách được sắp xếp theo số áo khi tổng số trận giữ sạch lưới bằng nhau. Các con số trong ngoặc đơn biểu thị các trận đấu mà cả hai thủ môn đều tham gia và cả hai đều giữ sạch lưới; con số trong ngoặc đơn được trao cho thủ môn được thay ra, trong khi thủ môn giữ sạch lưới hoàn toàn được trao cho thủ môn có mặt trên sân khi bắt đầu trận đấu.
|           |           |                |                  |          | Giữ sạch lưới  | Giữ sạch lưới | Giữ sạch lưới | Giữ sạch lưới | Giữ sạch lưới      | Giữ sạch lưới | Giữ sạch lưới |
| Thứ hạng  | Số áo     | Tên cầu thủ    | Trận đấu đã chơi | Bàn thua | Ngoại hạng Anh | Cúp FA        | Cúp EFL       | Siêu cúp Anh  | UEFA Europa League | Tổng cộng     |               |
| --------- | --------- | -------------- | ---------------- | -------- | -------------- | ------------- | ------------- | ------------- | ------------------ | ------------- | ------------- |
| 1         | 24        | André Onana    | 50               | 66       | 9              | —             | —             | 0             | 2                  | 11            |               |
| 2         | 1         | Altay Bayındır | 10               | 17       | 1              | —             | 1             | 0             | 1                  | 3             |               |
| Tổng cộng | Tổng cộng | Tổng cộng      | Tổng cộng        | 83       | 10             | —             | 1             | 0             | 3                  | 14            |               |

## Giải thưởng

### Cầu thủ xuất sắc nhất năm (Sir Matt Busby Player of the Year)
Được trao giải bởi một cuộc bỏ phiếu trực tuyến của những người ủng hộ trên trang web chính thức của Manchester United F.C.
| Tên cầu thủ     | Ref.   |
| --------------- | ------ |
| Bruno Fernandes | [ 95 ] |

### Cầu thủ United nam của tháng
Được trao giải bởi một cuộc bỏ phiếu trực tuyến của những người ủng hộ trên trang web chính thức của Manchester United F.C.
| Tháng | Tên cầu thủ        | Ref.    |
| ----- | ------------------ | ------- |
| 8     | Amad Diallo        | [ 96 ]  |
| 9     | André Onana        | [ 97 ]  |
| 10    | Alejandro Garnacho | [ 98 ]  |
| 11    | Noussair Mazraoui  | [ 99 ]  |
| 12    | Amad Diallo        | [ 100 ] |
| 1     | Amad Diallo        | [ 101 ] |
| 2     | Bruno Fernandes    | [ 102 ] |
| 3     | Bruno Fernandes    | [ 103 ] |
| 4     | Bruno Fernandes    | [ 104 ] |

### Cầu thủ Ngoại hạng Anh xuất sắc nhất tháng
| Tháng | Tên cầu thủ     | Ref.    |
| ----- | --------------- | ------- |
| 3     | Bruno Fernandes | [ 105 ] |

### Pha cứu thua của tháng ở giải đấu Ngoại hạng Anh
| Tháng | Tên cầu thủ | Ref.    |
| ----- | ----------- | ------- |
| 9     | André Onana | [ 106 ] |
| 11    | André Onana | [ 107 ] |